# Sosonka (obwód winnicki)
Sosonka (ukr. Сосонка) – wieś na Ukrainie, w obwodzie winnickim, w rejonie winnickim, siedziba hromady. W 2001 liczyła 2368 mieszkańców, spośród których 2343 wskazało jako ojczysty język ukraiński, 19 rosyjski, 2 mołdawski, 2 ormiański, a 2 inny.